# Sylvia borin

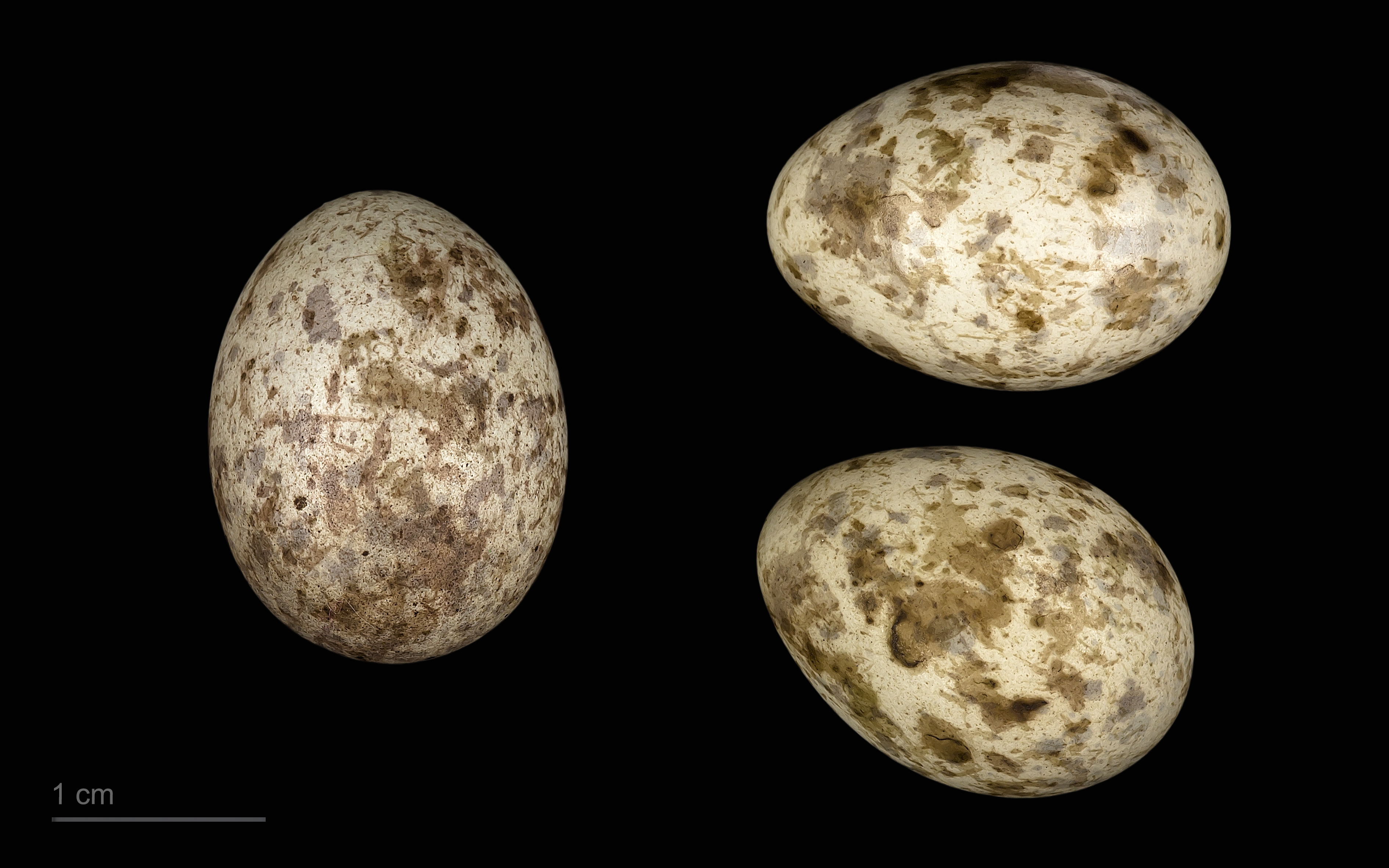
Cuculus canorus canorus + Sylvia borin borin

Sylvia borin là một loài chim trong họ Sylviidae.
Đây là loài chim nhỏ phổ biến và phân bố rộng khắp sinh sản ở hầu hết châu Âu và Tây Á. Đây là loài lâm oanh điển hình có bộ lông đồng màu, cánh dài và đuôi dài với phần lưng màu nâu và phần dưới màu trắng đục; chim trống và chim mái trông tương tự và chim chưa thành niên giống với chim trưởng thành.
Hai phân loài của loài chỉ khác nhau một chút và giao phối với nhau và có phạm vi của chống lấn lên nhau. Do thiếu các đặc điểm phân biệt, loài này có thể bị nhầm lẫn với một số loài lâm oanh khác. Giọng hót giai điệu phong phú của loài này là tương tự như của lâm oanh mũ đen Á Âu, loài tương đối gần nhất của nó, nó cạnh tranh với nó cho vùng lãnh thổ khi làm tổ trong cùng khu rừng.
Các môi trường sống giống ưa thích trong rừng mở Á-Âu với tầng cây thấp dày để xây tỏi. Mỗi tổ có bốn hoặc năm quả trứng màu kem hoặc trắng có đốm được với tổ hình bát được xây dựng gần mặt đất và che giấu bởi thảm thực vật dày đặc. Những quả trứng được ấp trong 11-12 ngày. Chim con không có lông và với đôi mắt chưa mở, và được nuôi dưỡng bởi cả chim cha lẫn chim mẹ. Chim con mọc lông khoảng 10 ngày sau khi nở. Chỉ có khoảng một phần tư của chim non sống sót năm đầu tiên của chúng. Chúng là loài di cư mạnh mẽ, trú đông ở châu Phi cận Sahara. Một loạt các môi trường sống được sử dụng ở châu Phi, nhưng chúng không ưa rừng đóng và rừng và không có cây Sahel. Côn trùng là thức ăn chính trong mùa sinh sản, mặc dù trái cây chiếm ưu thế khi chim đang vỗ béo trước khi di cư, sung là một yêu thích đặc biệt nếu có. Chúng có một chế độ ăn uống hỗn hợp gồm các loài côn trùng và trái cây trong sân đông châu Phi.
Chúng bị săn bởi cắt hỏa mai và mèo nhà, và trứng và chim non bị săn bắt bởi một loạt các động vật ăn thịt động vật có vú và chim. Chúng thể là vật chủ của nhiều loài bọ chét, ve và ký sinh trùng trong cơ thể, và tổ của chúng có thể bị cu cu đẻ nhờ. Một số lượng lớn và khá ổn định và phạm vi rộng lớn của các loài chim lâm oanh này có nghĩa là loài này được phân loại loài ít quan tâm bởi Liên minh Quốc tế về Bảo tồn Thiên nhiên. Mặc dù có một sự suy giảm số lượng nhỏ trong nhiều phạm vi châu Âu của chúng, phạm vi phân bố sinh sản của chim được mở rộng về phía bắc trong Scandinavia.